# موسيقى كنسية سريانية
الموسيقى الكنسية السريانية هي الموسيقى المستخدمة في الطقوس الدينية للكنائس السريانية. اشتهرت هذه الموسيقى تاريخيا بتأثيرها على تطور الموسيقى الغريغورية منذ عهد الإمبراطورية البيزنطية. تستخدم هذه الموسيقى ثمان مقامات شرقية، ويرجأ تاريخها إلى مار أفرام السرياني الذي قام بتحوير الموسيقى الشعبية في بلاد ما بين النهرين إلى موسيقى كنسية وذلك منذ القرن الرابع الميلادي.